# Кожевников, Алексей Кириллович
Алексей Кириллович Кожевников (1919 год, село Сасыколи — 12 октября 1996 год, там же) — бригадир колхоза имени Кирова Харабалинского района, Астраханская область. Герой Социалистического Труда (1976).

## Биография
Родился в 1919 году в крестьянской семье в селе Сасыколи.
Участвовал в Великой Отечественной войне. Трудился овощеводом в колхозе имени Кирова Харабалинского района. С 1961 года возглавлял овощеводческую бригаду № 3. Бригада Алексея Кожевникова ежегодно перевыполняла план и социалистические обязательства. На её базе была в 70-80-х годах действовала школа передового опыта. В 1973 году за выдающиеся трудовые достижения был награждён Орденом Ленина.
Указом Президиума Верховного Совета СССР от 23 декабря 1976 года за выдающиеся успехи, достигнутые во Всесоюзном социалистическом соревновании, проявленную трудовую доблесть в выполнении планов и социалистических обязательств по увеличению производства и продажи государству зерна и других сельскохозяйственных продуктов в 1976 году удостоен звания Героя Социалистического Труда с вручением ордена Ленина и золотой медали «Серп и Молот».
Возглавлял овощеводческую бригаду до своей кончины в 1996 году.